# Siłwija Petrunowa
Siłwija Iliewa Petrunowa (bułg. Силвия Илиева Петрунова; ur. 13 lutego 1956 w Sofii) – bułgarska siatkarka, medalistka olimpijska.
Uczestniczka turnieju siatkarskiego podczas igrzysk olimpijskich w Moskwie. Wraz z drużyną narodową zdobyła brązowy medal olimpijski; Petrunowa zagrała we wszystkich pięciu spotkaniach.